# NGC 2205
NGC 2205 é uma galáxia elíptica (E/SB0) localizada na direcção da constelação de Pictor. Possui uma declinação de -62° 32' 19" e uma ascensão recta de 6 horas, 10 minutos e 32,8 segundos.
A galáxia NGC 2205 foi descoberta em 9 de Dezembro de 1836 por John Herschel.